# Micromeritica
La micromeritica è la scienza e la tecnologia delle piccole particelle. 
La conoscenza e il controllo della dimensione delle particelle è di particolare importanza in farmacia e nella scienza dei materiali.

La dimensione, e perciò l'area di superficie di una particella, può essere relazionata alle proprietà fisiche, chimiche e farmacologiche di farmaci.

Clinicamente, la dimensione della particella di un farmaco può influenzare il suo rilascio con forme di dosaggio che sono somministrate oralmente, parenteralmente, rettalmente & topicamente.

La  formulazione di successo di sospensioni, emulsioni e compresse; sia la stabilità fisica che la risposta farmacologica dipende anche dalla dimensione della particella ottenuta nel prodotto.

## Origini
Il termine venne creato da J. M. DallaValle nel suo libro Micromeritica: la tecnologia delle particelle sottili (Micromeritics: the technology of fine particles).

Il nome deriva dal greco e significa piccolo (micro-) e parte. Il campo delle dimensioni che venivano coperte nel libro variavano da 10−1 a 105 micrometri. Le altre particelle più piccole di queste dimensioni ma più grandi di una molecola venivano riferite allora come colloidi ma adesso sono spesso identificate come nanoparticelle. Le applicazioni comprendono fisica del suolo, fisica minerale, ingegneria chimica, Geologia, e Idrologia. Le caratteristiche discusse comprendevano la dimensione e forma della particella, accatastamento, caratteristiche elettriche, ottiche, chimiche e scienza della superficie.

## Applicazioni

### Rilascio e dissoluzione
La dimensione della particella e l'area di superficie influenza il rilascio di un farmaco con una forma di dosaggio che viene somministrato oralmente, rettalmente, parenteralmente e topicamente. L'area superficiale più grande porta quasi un contatto profondo del farmaco con i fluidi di dissoluzione in vivo aumentando la solubilità e la dissoluzione farmacologica.

### Assorbimento e azione farmacologica
La dimensione della particella e l'area di superficie influenza l'assorbimento del farmaco e di conseguenza l'azione terapeutica. Più alta è la dissoluzione, più veloce l'assorbimento e perciò più veloce e più estesa l'azione del farmaco.

### Stabilità fisica
Le proprietà micromeritiche di una particella, vale a dire la dimensione della particella in una formulazione influenza la stabilità fisica delle sospensioni ed emulsioni. Più piccola è la dimensione della particella, migliore è la stabilità fisica della forma di dosaggio dovuta al moto browniano delle particelle in dispersione.

### Uniformità della dose
Le migliori proprietà di flusso di granuli e polveri sono importanti nella manifattura di compresse e capsule. La distribuzione di particelle sarebbe uniforme in termini di numero e peso.